# چراغ‌کوسه محشر
چراغ‌کوسه محشر (نام علمی: Etmopterus splendidus) نام یک گونه از راسته خاردارکوسه‌سانان است.